# Lazce (Horšovský Týn)
Lazce jsou administrativní částí města Horšovský Týn v okrese Domažlice v Plzeňském kraji. Nalézají se tři kilometry jihovýchodně od Horšovského Týna. Vesnice leží ve výšce 434–439 metrů na silnici spojující Horšovský Týn a Blížejov. V roce 2011 zde trvale žilo 33 obyvatel.

## Historie
První písemná zmínka o vesnici pochází z roku 1177.

## Obyvatelstvo
| Rok            | 1869 | 1880 | 1890 | 1900 | 1910 | 1921 | 1930 | 1950 | 1961 | 1970 | 1980 | 1991 | 2001 | 2011 | 2021 |
| -------------- | ---- | ---- | ---- | ---- | ---- | ---- | ---- | ---- | ---- | ---- | ---- | ---- | ---- | ---- | ---- |
| Počet obyvatel | 60   | 0    | 0    | 63   | 79   | 87   | 97   | 57   | 65   | 48   | 30   | 53   | 46   | 33   | 41   |
| Počet domů     | 7    | 0    | 0    | 5    | 6    | 7    | 7    | 8    | 8    | 10   | 6    | 13   | 13   | 14   | 14   |

## Obecní správa
Při sčítání lidu v letech 1850–1879 Lazce byly osadou města Horšovský Týn ve stejnojmenném okrese. V následujícím období byla osada úředně zrušena a jako část města Horšovský Týn byla obnovena roku 1900, se kterým patřily nejprve do okresu Horšovský Týn (v letech 1900–1910 Horšův Týn), ale od roku 1960 v okrese Domažlice.

## Další fotografie

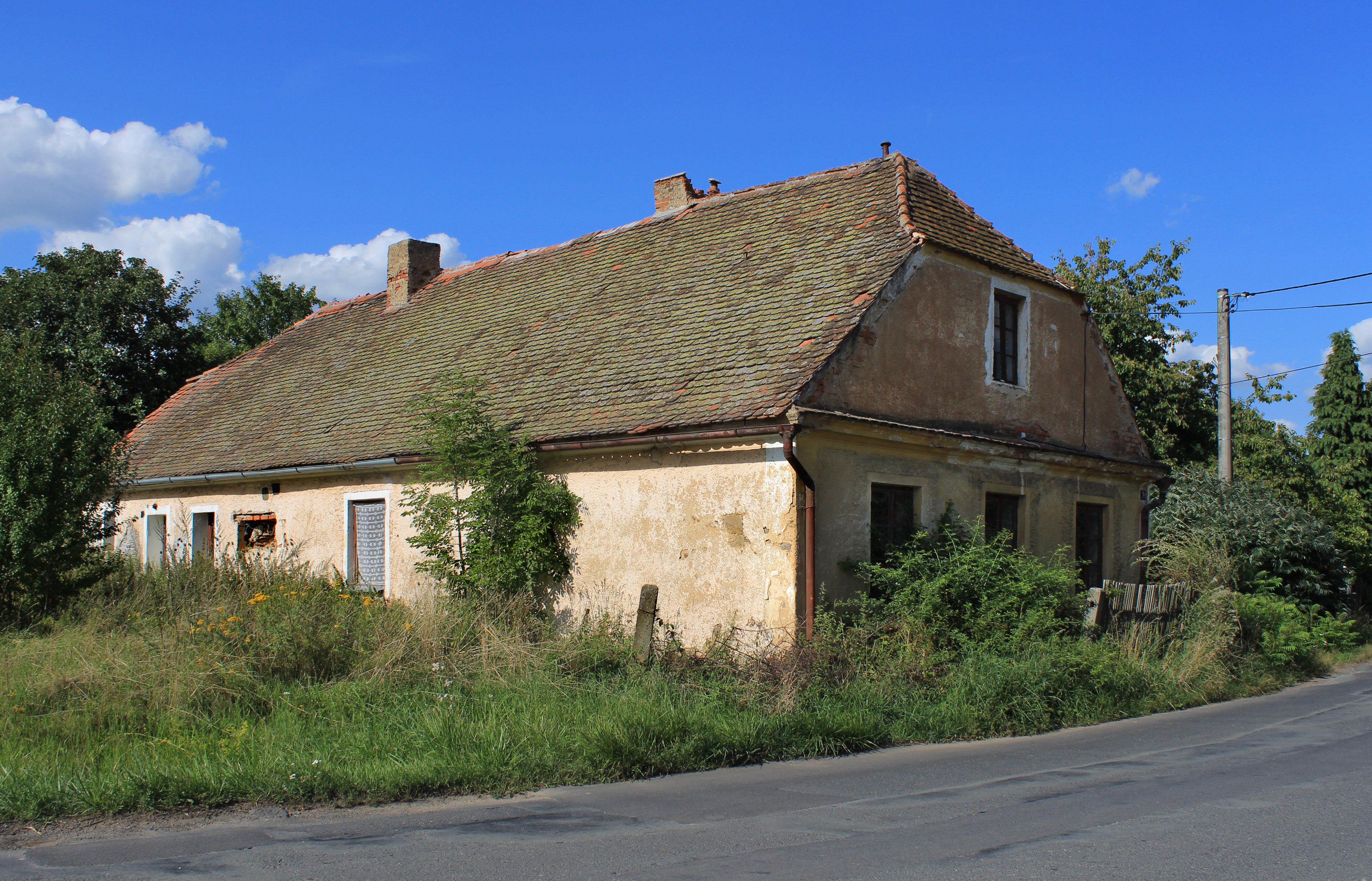
Rozpadající se dům čp. 5
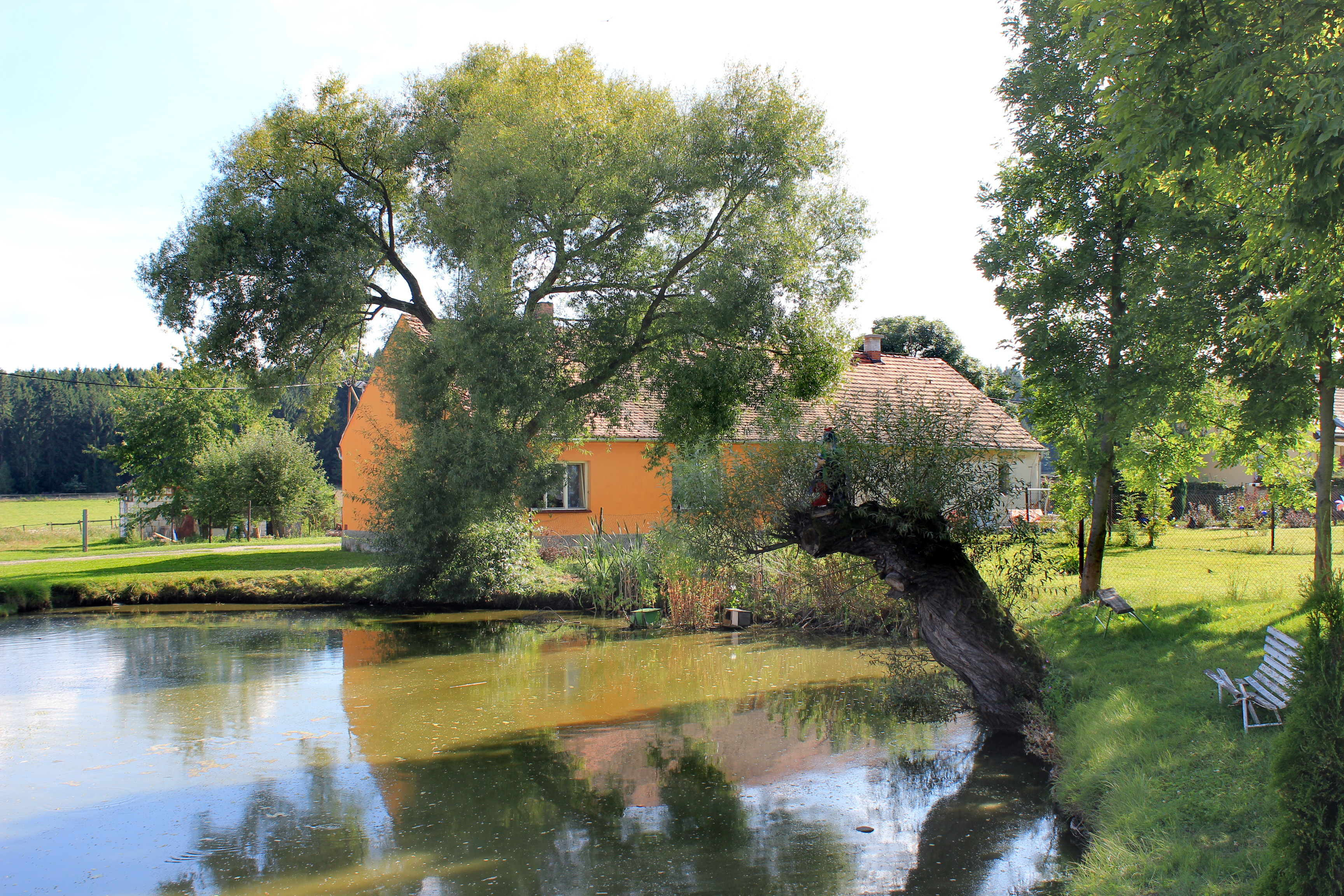
Rybník s vrbou
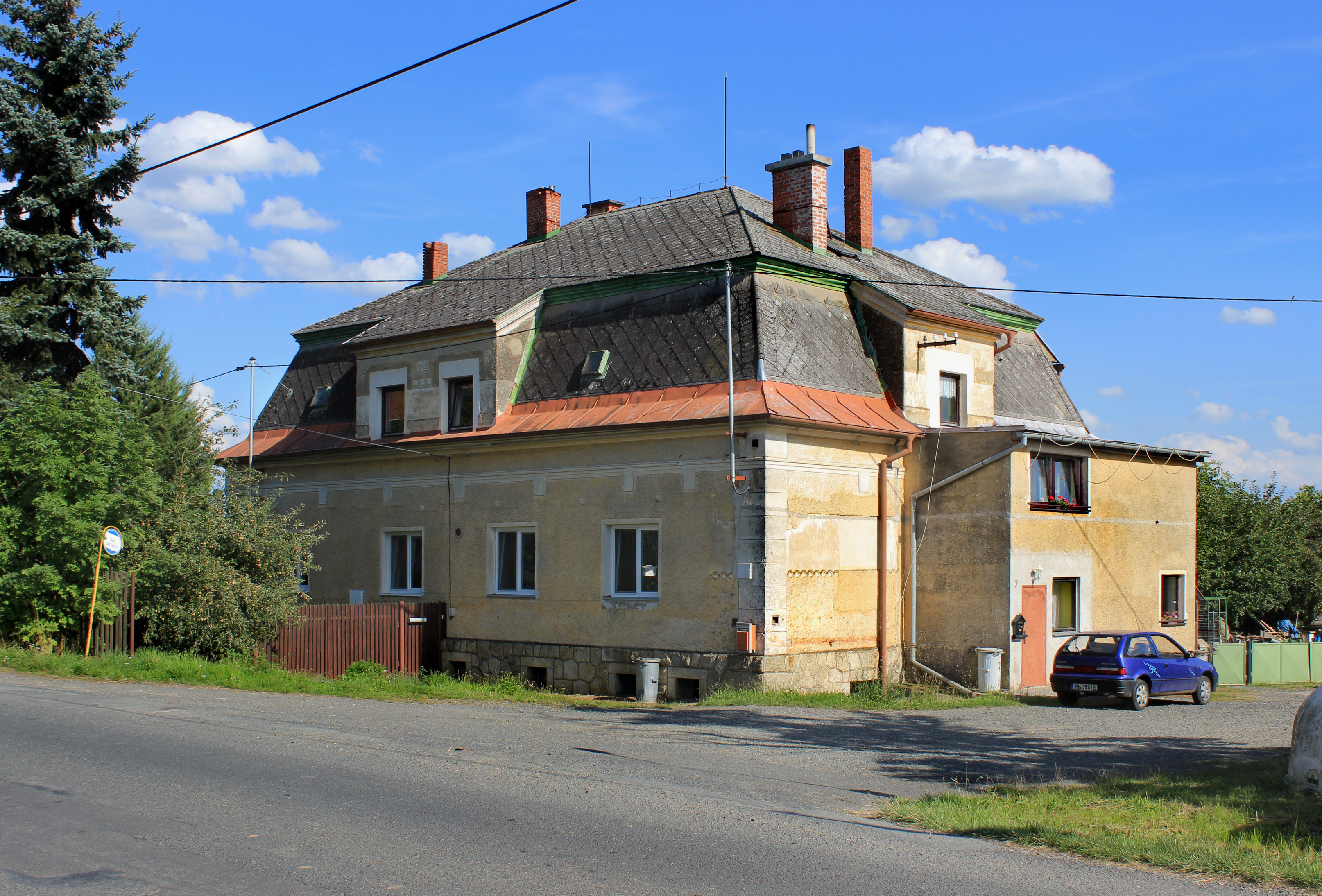
Dům čp. 7